# Förlåt att jag aldrig sagt förlåt
"Förlåt att jag aldrig sagt förlåt" är en låt av den svenske artisten Daniel Adams-Ray från debutalbumet Svart, vitt och allt däremellan. Den inleds med ett piano som "snart får sällskap av den sköra men bestämda sången". På grund av digitala nedladdningar och streaming nådde låten nummer åtta på Sverigetopplistan under hösten 2010, trots att den då inte hade getts ut som singel. Den 20 april 2011 släpptes låten som den fjärde singeln från albumet.

## Listframgångar
"Förlåt att jag aldrig sagt förlåt" debuterade som nummer 56 den 12 november 2010. Den kommande veckan steg den 48 placeringar till nummer åtta. Veckan efter det sjönk den till plats 21, och under den fjärde veckan sjönk den till plats 28.

## Låtlista
- Digital nedladdning[3]

1. "Förlåt att jag aldrig sagt förlåt" (Remix) – 2:37